# 新田恵海 LIVE 2016 EAST EMUSIC〜つなぐメロディー〜
『新田恵海 LIVE 2016 EAST EMUSIC〜つなぐメロディー〜』（にったえみ ライブ にせんじゅうろく イースト エミュージック つなぐメロディー）は、2016年に開催されたライブツアー『新田恵海 LIVE 2016 EMUSIC〜つなぐメロディー〜』における横浜公演の名称およびその公演の模様を収録した新田恵海の2作目の映像作品（ライブ・ビデオ）である。2016年10月19日にブシロードミュージックの内部レーベルであるemitsunレーベルよりBlu-ray Discで発売された。

## 概要
2016年に開催されたライブツアー『新田恵海 LIVE 2016 EMUSIC〜つなぐメロディー〜』から、横浜公演（EAST）の模様を収録。演奏された楽曲のうち、ゲーム『CHAOS RINGS III』主題歌の「世界ノ全部ガ敵ダトシテモ」を除く楽曲を収録。特典映像として、バックステージ映像と本公演で初披露された新曲「暁」のレコーディング映像を収録。封入特典として、本公演の模様を撮影した未公開写真満載の特製ブックレット（リーフレット）が封入される。初回特典は特製三方背BOX仕様。
各店舗特典としてクリアファイル、下敷き、マグネットしおりが付属する。

## 収録曲

### ライブ本編
1. 盟約の彼方
2. EMUSIC
3. 探求Dreaming
4. 優しい世界そして未来へ
5. 言葉より強く
6. HEARTFUL WISH
ゲーム『リトルウィッチ パルフェ 黒猫魔法店物語』主題歌。新田恵海名義で初の楽曲。[4]
7. 想いよ届け
8. 想像を超えた世界
9. スピカ
10. 笑顔と笑顔で始まるよ!
11. Rainy＊flower
12. Dear everyday
13. WONDER! SHUTTER LOVE
新田とバンマスの須賀がデジカメでステージや観客席の写真撮影を行った[4]。神戸公演にてその一部が紹介された。
14. きらめきを夢みて
ファーストライブでは新田が1コーラスをピアノで弾き語りしたが、本ライブツアーではバンド演奏で観客も合唱で参加した[4]。
15. つなぐメロディー
新田が作詞し、本ライブツアーの副題（サブタイトル）にもなっている楽曲[5][6]。

アンコール
1. NEXT PHASE

ダブルアンコール
1. 暁（あかつき）
新田が作詞・作曲を手掛け、本ライブのために制作された楽曲。横浜公演で発表、初披露された。[4]
2. OURS POWERS

### 特典映像
1. バックステージ映像
2. 「暁」レコーディング映像

## ライブツアー
本ライブツアーは2015年11月8日にTOKYO DOME CITY HALLにて開催された『新田恵海1st Live「EMUSIC〜始まりの場所〜」』の追加公演として発表され、2016年6月4日にパシフィコ横浜・国立大ホールにて『新田恵海 LIVE 2016 EAST EMUSIC〜つなぐメロディー〜』、7月31日に神戸国際会館・こくさいホールにて『新田恵海 LIVE 2016 WEST EMUSIC〜つなぐメロディー〜』が開催された。
本ライブツアーの副題である「つなぐメロディー」に関連して、Emitsun BANDの坂本光久により、歌詞の「いまつながっていく」とツナを掛けたTwitterのハッシュタグ「#いまツナがっていく」が考案され、坂本を中心にバンドメンバーやファンがTwitterの名前の一部に「ツナ」を入れたり、「ツナ活」と称してツナおにぎりなどツナ料理の写真を投稿したりした。
両公演ともに1枚目から4枚目までのシングルと1枚目のオリジナルアルバム『EMUSIC』に収録されている全楽曲に加えて、「HEARTFUL WISH」、「世界ノ全部ガ敵ダトシテモ」が演奏された。横浜公演にて「暁」、神戸公演にて「Shine」（シャイン）が初披露され、「Shine」では新田がエレキギターも担当した。神戸公演にて横浜公演のBlu-ray Disc発売が発表された。

### セットリスト
| 横浜公演                 |      | 神戸公演                 |
| 本編                     | 本編 | 本編                     |
| ------------------------ | ---- | ------------------------ |
| 盟約の彼方               | 1    | 盟約の彼方               |
| EMUSIC                   | 2    | EMUSIC                   |
| 探求Dreaming             | 3    | 探求Dreaming             |
| 優しい世界そして未来へ   | 4    | 優しい世界そして未来へ   |
| 言葉より強く             | 5    | 言葉より強く             |
| HEARTFUL WISH            | 6    | スピカ                   |
| 想いよ届け               | 7    | HEARTFUL WISH            |
| 想像を超えた世界         | 8    | 想いよ届け               |
| スピカ                   | 9    | 想像を超えた世界         |
| 笑顔と笑顔で始まるよ!    | 10   | 世界ノ全部ガ敵ダトシテモ |
| Rainy＊flower            | 11   | 笑顔と笑顔で始まるよ!    |
| Dear everyday            | 12   | Rainy＊flower            |
| WONDER! SHUTTER LOVE     | 13   | Dear everyday            |
| きらめきを夢みて         | 14   | WONDER! SHUTTER LOVE     |
| つなぐメロディー         | 15   | OURS POWERS              |
|                          | 16   | NEXT PHASE               |
|                          | 17   | きらめきを夢みて         |
|                          | 18   | つなぐメロディー         |
| アンコール               |      |                          |
| 世界ノ全部ガ敵ダトシテモ | 1    | 暁                       |
| NEXT PHASE               | 2    | Shine（新曲）            |
|                          | 3    | EMUSIC（2回目）          |
| ダブルアンコール         |      |                          |
| 暁（新曲）               | 1    |                          |
| OURS POWERS              | 2    |                          |

## サポートメンバー
emitsun BAND
- 坂本光久（ギター）[10]
- 飯田直人（ギター）
- 中村泰造（ベース）
- ショボン（ドラムス）[10]
- yuna（キーボード）
- 須賀勇介（マニピュレーター&プログラム）